# Народна скупштина Мађарске
Народна скупштина Мађарске, државни сабор (мађ. Országgyűlés) је једнодоман и има 199 заступника. Странка мора освојити најмање 5% гласова грађана да би ушла у парламент. Државни избори за парламент одржавају се сваке 4 године.

## Историја
Народна скупштина Мађарске (мађ. Országgyűlés) је законодавна институција у средњовековној Краљевини Угарске од 1290. године, а затим и раном модерном периоду у њеним наследницама, Хабзбуршкој краљевини Мађарској и Краљевини Мађарске. Име законодавног тела се првобитно током средњег века називало „Parlamentum“, док је назив „Országgyűlés“ стекао углавном у раном модерном периоду. Сазван је у редовним интервалима са прекидима у периоду од 1527 до 1918, и поново све док 1946. године.
Мађарски парламент је обновљена са падом гвоздене завесе и краја комунистичке диктатуре 1989. године. Данашњи парламент се и даље зове Országgyűlés као у доба краљевине, али да би се направила разлика између периода краљевине и републике додат је назив народна скупштина.
Од 1990 до 2014. године парламент је имао 386 посланика, док сада има 199.

## Председници паламента
| Слика        | Име                   | Од                 | До             | Политичка партија                | Национална скупштина (Избори) |
| ------------ | --------------------- | ------------------ | -------------- | -------------------------------- | ----------------------------- |
|              | Иштван Фодор (1945– ) | 23. октбар 1989    | 2. мај 1990    | независан                        | —                             |
|              | Арпад Генц (1922– )   | 2. мај 1990        | 3. август 1990 | Алијанса за слободну демократију | 1990                          |
|              | Ђерђ Сабад (1924– )   | 3. август 1990     | 27. јун 1994   | Мађарски демократси форум        | 1990                          |
|              | Золтан Гал (1940– )   | 28. јун 1994       | 17. јун 1998   | Мађарски социјалистички форум    | 1994                          |
|              | Јанош Адер (1959– )   | 18. јун 1998       | 14. мај 2002   | Фидес                            | 1998                          |
|              | Каталин Сили (1956– ) | 15. мај 2002       | 15. мај 2006   | Мађарска социјалистичка партија  | 2002                          |
| 16. мај 2006 | Каталин Сили (1956– ) | 14. септембар 2009 | 2006           | Мађарска социјалистичка партија  |                               |
|              | Бела Катона (1944– )  | 15. септембар 2009 | 2006           | Мађарска социјалистичка партија  | 13. мај 2010                  |
|              | Пал Шмит (1942– )     | 14. мај 2010       | 5. август 2010 | Фидес                            | 2010                          |
|              | Ласло Кевер (1959– )  | 6. август 2010     | 5. мај 2014    | Фидес                            | 2010                          |
| 6. мај 2014  | Ласло Кевер (1959– )  | актуелни           | 2014           | Фидес                            |                               |